# Steatomys caurinus
Steatomys caurinus é uma espécie de roedor da família Nesomyidae.
Pode ser encontrada no Benim, Burkina Faso, Costa do Marfim, Gana, Mali, Níger, Nigéria, Senegal e Togo.
Os seus habitats naturais são: matagal árido tropical ou subtropical.